# Régiment d'Auxerrois (1692-1749)
Pour les articles homonymes, voir Régiment d'Auxerrois (homonymie).
Le régiment d’Auxerrois est un régiment d'infanterie du royaume de France créé en 1692 et incorporé dans le régiment des Grenadiers de France et le régiment de Flandre en 1749.

## Création et différentes dénominations
- 4 octobre 1692 : création du régiment d’Auxerrois, au nom de cette province
- 10 février 1749 : réformé par incorporation des grenadiers au régiment des Grenadiers de France et le reste au régiment de Flandre

## Colonels et mestres de camp
- 4 octobre  1692 : N., comte de Vaussieux
- 1702 : N. d'Amfreville.
- 1709 : Louis Henri d’Harcourt, comte de Beuvron
- 21 septembre 1716 : François Perron de Bellisle, brigadier le 10 février 1704, † 12 décembre 1739
- mars 1718 : Charles Joseph Eugène de Tournai d'Assignies, comte d’Oisy, † 19 juillet 1764
- août 1733 : Eustache de Conflans, marquis de Saint-Rémy, dit le marquis de Conflans.
- 9 février 1742 : Louis-Charles de Lorraine, comte de Brionne
- 6 mars 1743 : Louis Joseph de Saint-Véran, marquis de Montcalm, né le 28 février 1712, brigadier le 20 mars 1747, maréchal de camp le 11 mars 1756, lieutenant général des armées du roi le 10 octobre 1758, † 14 septembre 1759

## Historique des garnisons, combats et batailles
- 12 novembre 1692 : formation du régiment d’Auxerrois à 13 compagnies provenant d’anciens bataillons de garnison, dont l’une est transformée en grenadiers
- 1693 - 1698 : côtes et Allemagne
- 20 mars 1701 : formation de compagnies en Champagne et diverses provinces, l’une de ces compagnies étant affectée à la formation du deuxième bataillon du régiment d’Auxerrois
- 1702 : Allemagne
- 1703 : Brisach, Landau, Speyerbach (15 novembre)
- 1704 : Bavière, Hochstedt
- 1705 - 1708 : Rhin
- 1708 : Flandre, expédition d’Écosse
- 1709-1712 : lignes de la Lauter
- 1713 : Landau, Fribourg
- 20 février 1715 : incorporation dans le 2e bataillon de troupes provenant de régiments licenciés
- 1744 : Alpes
- 1745 : Rivarone
- 1746 : Plaisance, Tidone
- 1747 : Bataille d'Assietta ou son colonel Louis Joseph de Saint-Véran, marquis de Montcalm  est blessé durant la bataille
- 1748 : Nice

## Drapeaux
3 drapeaux, dont un blanc Colonel et 2 d’Ordonnance, « fonds jaunes, & des façons dans les quatre quarrez, bleux & rouges, & croix blanches ».

Drapeau d’ordonnance
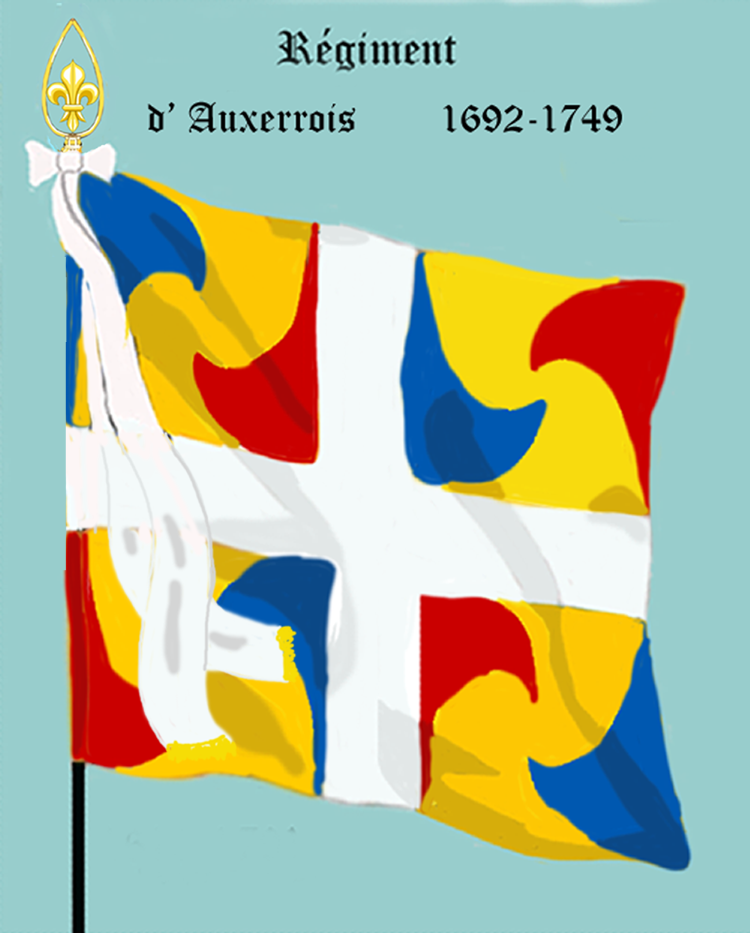
régiment d’Auxerrois de 1692 à 1749

## Habillement
Parements rouges ; boutons et galon d'argent.

Uniformes
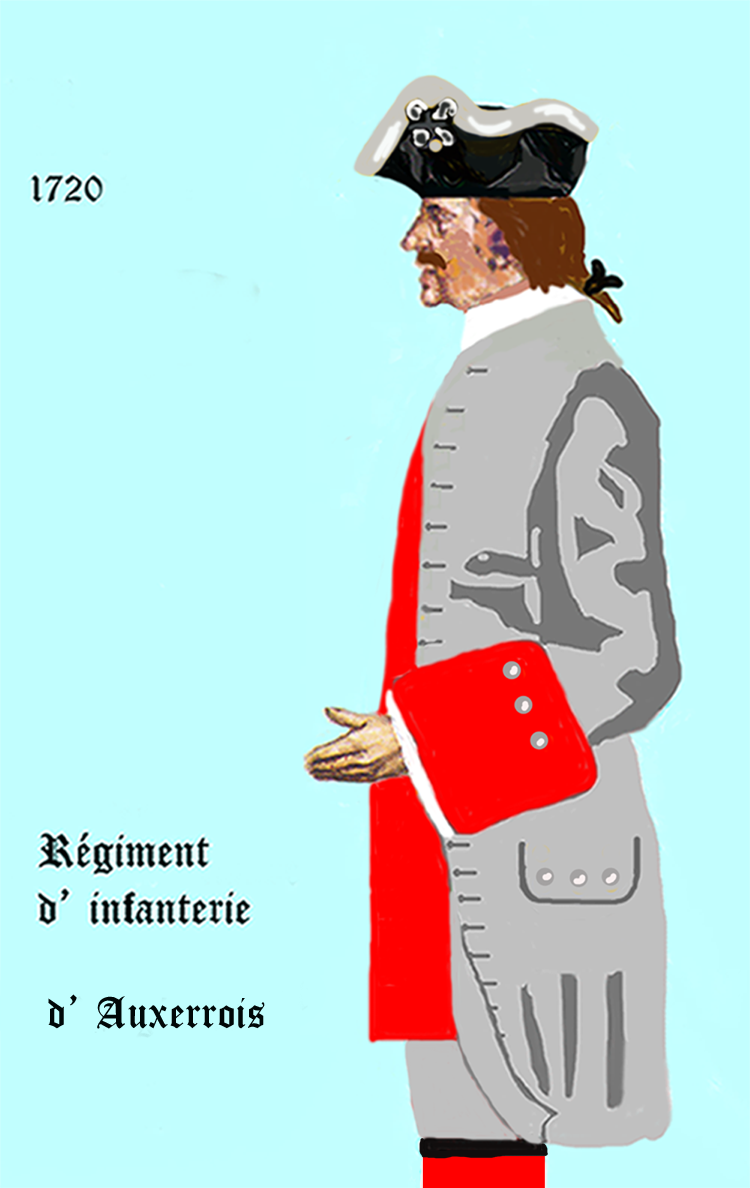
régiment d’Auxerrois de 1720 à 1734
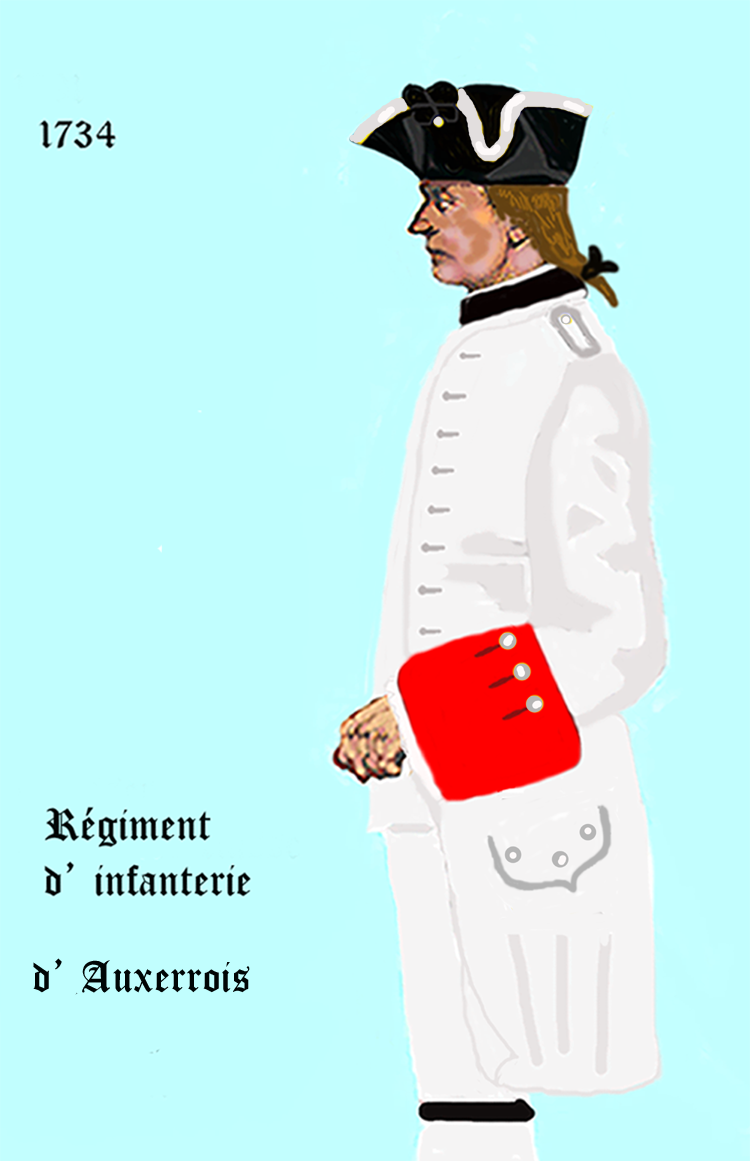
régiment d’Auxerrois de 1734 à 1749